# Идриз Хошић
Идриз Хошић (Приједор, ФНР Југославија, 17. фебруар 1944) је бивши југословенски фудбалер, репрезентативац СФРЈ.

## Каријера
Каријеру је почео у тадашњем друголигашу Фамосу из Храснице, али је брзо прерастао ову средину и прешао у редове београдског Партизана. У Партизану је провео четири сезоне и забележио 73 првенствена наступа, на којима је испољио изузетну ефикасност и 35 пута се уписао у листу стрелаца. Играо је на средини терена, Са офанзивним задацима. Био је изразити левак, снажног шута. Користио је сваку прилику да окуша свој шут са велике удаљености.
Као интернационалац, играо је у СР Немачкој за екипу Кајзерслаутерн (1970—1973), где је одиграо 74 утакмица Бундеслиге и постигао 31 гол. Одиграо је још 11 утакмица Бундеслиге, као члан Дуизбурга, у својој опроштајној сезони и био стрелац једног гола.

## Репрезентација
- За сениорску репрезентацију Југославије је одиграо само две утакмице у којима није био стрелац, (обе 1968. године)

Позив да заигра у репрезентацији упутио му је селектор Рајко Митић. Он га је уврстио у састав репрезентације која је на финалном турниру Европског шампионата 1968. у Италији освојила друго место.

## Клубови
- Партизан Београд (1966—1970)
- Кајзерслаутерн (1970—1973)
- Дуизбург (1973—1974)